# 帕拉蒙加區

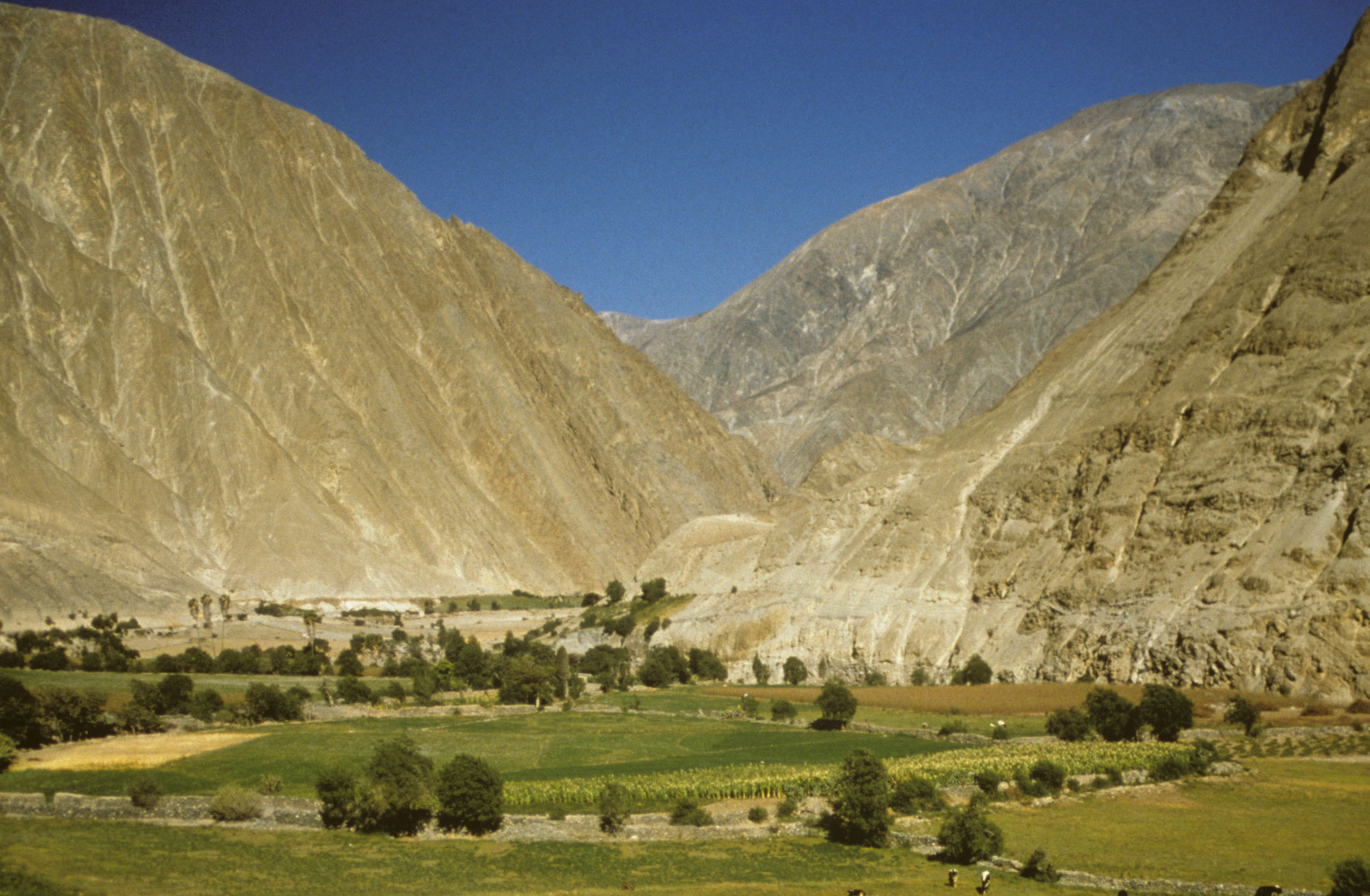

10°40′0″S 77°50′0″W / 10.66667°S 77.83333°W
帕拉蒙加區（西班牙語：Distrito de Paramonga），是秘魯的一個區，位於該國中南部利馬大區的巴蘭卡省，始建於1976年11月23日，面積414.1平方公里，海拔高度13米，2007年人口27,631，人口密度每平方公里67人。